# Nicola Renzi
Pour les articles homonymes, voir Renzi.
Nicola Renzi, né le 18 juillet 1979 à Saint-Marin, est un enseignant et homme d'État saint-marinais, membre de l'Alliance populaire. Il est capitaine-régent de Saint-Marin, avec Lorella Stefanelli, entre le 1er octobre 2015 et le 1er avril 2016. Il est secrétaire d'État aux Affaires étrangères de 2016 à 2020.

## Biographie
Diplômé en lettres classiques et titulaire d'un doctorat en histoire, Nicola Renzi entre en politique en 2009 au sein de l'Alliance populaire. Il est élu en 2012 au Grand Conseil général. Le 17 septembre 2015, il est élu capitaine-régent avec Lorella Stefanelli. Tous deux entrent en fonction le 1er octobre suivant pour un semestre.
Il est secrétaire d'État aux Affaires étrangères du 27 décembre 2016 au 8 janvier 2020.

## Décorations
- Chevalier grand-croix de l'ordre de l'Étoile d'Italie (27 décembre 2018)[2]